# Droga wojewódzka nr 693
Droga wojewódzka nr 693 (DW693) – droga wojewódzka o długości 38 km łącząca Siemiatycze z Kleszczelami.

## Miejscowości leżące przy trasie DW693
- Siemiatycze (DK19)
- Kajanka (DW658)
- Milejczyce
- Kleszczele (DK66)